# Oncoratolí
El Oncoratolí o Ratolí de Harvard, en anglès oncomouse, és un tipus de ratolí d'experimentació que ha estat genèticament modificat utilitzant modificacions dissenyades per Philip Leder i Timothy Stewart, de la Universitat Harvard per ser portador d'un gen específic que el fa desenvolupar un càncer ràpidament. Aquest oncogen activat incrementa significativament la susceptibilitat del ratolí per emmalaltir de càncer i, per tant, fa que el ratolí sigui més apte per ser utilitzat en investigacions científiques sobre el càncer. El titular dels drets de propietat intel·lectual és DuPont. "OncoMouse" és una marca registrada.

## Controvèrsies de propietat intel·lectual sobre l'oncoratolí
Aplicacions de patents van ser sol·licitades a mitjans del 1980 a nombrosos països, com Estats Units, Canadà, i al continent europeu a través de l'Oficina de Patents Europea, i també al Japó.

### Procediments de patents

#### Canadà
A Canadà, la Cort Suprema de Justícia va rebutjar el 2002 la patent en el cas Harvard College v. Canadà (Comissionat de Patents)  rebutjant així un veredicte de la Cort Federal d'Apel·lacions del Canadà que havia emès un dictamen positiu a favor de la patent. Tanmateix, el 7 d'octubre de 2003, se li va concedir a la Universitat Harvard una patent amb el número 1.341.442. La patent va ser modificada per ometre les reivindicacions sobre la "composició de materials" dels ratolins transgènics. La Cort Suprema del Canadà havia rebutjat l'aplicació de la patent sobre totes les reivindicacions, però la llei de patents del Canadà permetia que les reivindicacions que fossin esmenades podien obtenir protecció sota regles anteriors al GATT, per tant, la patent roman vàlida fins al 2020.

#### Europa
L'aplicació 85304490.7 va ser presentada el juny de 1985 pel President de la Universitat Harvard. Va ser rebutjada inicialment el 1989 per una divisió examinadora de l'Oficina de Patents d'Europa, entre altres raons perquè la Convenció Europea de Patents excloïa la patent d'éssers vius. La decisió va ser apel·lada i el procediment d'apel·lació davant l'Oficina de Patents d'Europa va sostenir que les varietats animals estaven excloses de patent per la Convenció, especialment al seu article 53, però que els animals com a tals no estaven exclosos de la patent. La Divisió Examinadora va concedir finalment la patent el 1992, i el seu número de publicació és 0169672.
La patent europea va patir després un procés d'oposició per part de tercers, més específicament, va tenir 17 oponents que es van basar en els arguments exposats a l'article 53 de la Convenció, segons el qual "la publicació o l'explotació d'invencions que siguin contràries a l'ordre públic o a la moralitat estan excloses de patent". Després que es duguessin a terme procediments orals el novembre de 2011, la patent va ser mantinguda encara que esmenada. Aquesta decisió va ser apel·lada novament i la decisió d'apel·lació es va prendre finalment el 6 de juliol de 2004. El cas va ser remès a primera instància, amb l'ordre de mantenir la patent en una forma novament esmenada. Tanmateix, el 16 d'agost de 2006, més de 20 anys després que s'omplís el formulari de sol·licitud, la patent va ser revocada per fallar en el pagament de regalies i per no haver completat les traduccions de les reivindicacions que se sol·licitaven, segons els articles 63 i 58 de la Convenció Europea de Patents.

#### Estats Units
En 1988, l'Oficina de Patents i Marques dels Estats Units li va garantir a la Universitat Harvard la patent 4736866 (sol·licitada el 22 de juny de 1988, expedida el 12 d'abril de 1988, amb data de venciment el 12 d'abril de 2005), sota la reivindicació d'"un mamífer transgènic no humà les cèl·lules mare del qual contenen una seqüència oncogenètica activada introduïda". La reivindicació excloïa explicítament als humans, aparentment per reflectir les preocupacions legals i morals sobre les patents en éssers humans i en la modificació del genoma humà. Cap cort dels Estats Units no va haver de decidir sobre la validesa d'aquesta patent. Dues patents separades van ser emeses a la Universitat Harvard que cobreix mètodes per proporcionar un cultiu cel·lular d'un transgènic animal no humà (patent 5.087.571, sol·licitada el 22 de març de 1988, resolta l'11 de febrer de 1992, amb data d'expiració l'11 de febrer de 2009) i mètodes de testeig utilitzant un ratolí transgènic amb expressió oncogènica (patent 5.925.803, sol·licitada el 19 de setembre de 1991, resolta el 20 de juliol de 1999, amb data venciment el 20 de juliol de 2016).